# Vollersroda
Vollersroda település Németországban, azon belül Türingiában. Lakosainak száma 207 fő (2023. december 31.).

## Népesség
A település népességének változása:
| Lakosok száma | 202  | 209  | 213  | 209  | 207  |
|               | 2017 | 2019 | 2021 | 2022 | 2023 |